# Dysauxes pseudofamula
Dysauxes pseudofamula là một loài bướm đêm thuộc phân họ Arctiinae, họ Erebidae.